# Петьо Цеков (журналист)
Петьо Цеков е български журналист от вестник „Сега“. Работил е в „Нощен Труд“ – 1992-1993, в „Земя“ – от 1994 до 1998 г. От февруари 1998 г. работи във в. „Сега“, зам.-главен редактор на вестника от септември 2004 г.

## Биография
Роден е на 19 февруари 1968 г. в Плевен. Завършва Софийски университет „Св. Климент Охридски“, специалност българска филология. Носител на наградата за печат на Съюза на българските журналисти за 2003 г. Носител на наградата „Черноризец Храбър“ за 2004 г. – категория „Публицистика“. През 2007 г. печели наградата „Димитър Пешев“ за етническа и верска толерантност. Автор на политически коментари.
Автор на книгата „Пряката демокрация: Преглед на историята и практиките“ – 2005 г.